# 矢薙直樹
矢薙 直樹（やなぎ なおき、1972年11月1日 - ）は、日本の男性声優。東京都出身。フリー。フリーマーチ代表取締役。旧芸名は柳 知樹（やなぎ ともき）。

## 経歴
- かつてはマウスプロモーション[10]、東京俳優生活協同組合[11][12]、イエローテイル、トリトリオフィス[13]、プロ・フィット[14]に所属し、2006年3月1日に有限会社・フリーマーチを設立した[3][15]。
- 2008年6月1日によりdeux（現：deux-plus）との業務提携に伴いマネージメントを委託していたが、2009年4月30日で解消。
- 2009年9月15日をもってWebラジオ『ふぃあ通』を卒業した。
- 2010年11月1日より、ベストポジション[16]所属。
- 2011年10月31日をもってベストポジションを退所、同年11月1日よりトリアス[5][17]所属。トリアスとの業務提携に伴いマネージメントを委託していたが、2012年3月31日で解消。

## 人物
趣味は料理、お菓子作り、物語創り、ウォーキング。特技は面白そうな匂いがしたらとりあえず飛び込むこと。
資格は普通自動車免許、普通自動二輪車免許。

## 出演
太字はメインキャラクター。

### テレビアニメ
1998年
- どっきりドクター（高校生）

1999年
- GTO（草野忠明）
- トラブルチョコレート（カカオ）

2000年
- 星界の戦旗（乗組員）
- 名探偵コナン（狼藉者A）

2001年
- 仰天人間バトシーラー（ミニマンダー / カラマンダー）

2002年
- あずまんが大王（男子生徒A、スターター）
- OVERMANキングゲイナー
- サイボーグ009 THE CYBORG SOLDIER（新兵、ボブ）
- プリンセスチュチュ（みゅうと）

2003年
- 明日のナージャ（ジョン・ヴィタード）
- 銀河鉄道物語（2003年 - 2007年、有紀学） - 2シリーズ
- 出撃!マシンロボレスキュー（ボン、ジャイロロボ、ナレーション、梅田AD、アナウンス）

2004年
- じゃがいぬくん（かばはくさい）
- BURN-UP SCRAMBLE（19〈ナインティーン〉）

2005年
- 月詠 -MOON PHASE-（ジェダ）
- バジリスク 〜甲賀忍法帖〜（夜叉丸）
- ふしぎ星の☆ふたご姫（ナギーニョ）

2006年
- INNOCENT VENUS（ごら）
- ふしぎ星の☆ふたご姫 Gyu!（エドワルド〈エドちん〉）
- BLOOD+（モーゼス）

2007年
- ナイトウィザード The ANIMATION（柊蓮司）

2008年
- 遊☆戯☆王5D's（炎城ムクロ）

### OVA
- 炎のらびりんす（2000年、三番手、男B）
- KIZUNA -絆- 恋のから騒ぎ（2001年、少年1）
- 銀河鉄道物語 〜忘れられた時の惑星〜（2007年、有紀学）

### 劇場アニメ
- め組の大吾 火事場のバカヤロー（1999年、オペレーター）

### ゲーム
2001年
- サクラ大戦3 〜巴里は燃えているか〜（群集）

2002年
- ブレス オブ ファイアV ドラゴンクォーター（タントラ）

2003年
- きまぐれストロベリーカフェ（猪口祐介）
- 式神の城II（玖珂晋太郎）

2004年
- 召しませ浪漫茶房（道明寺月夜）
- ロックマンゼロ3（キュービット・フォクスター）

2005年
- サムライスピリッツ 天下一剣客伝（徳川慶寅、花諷院和狆）
- 龍が如く

2006年
- きみスタ〜きみとスタディ〜（須賀夏野）
- BLOOD+ 双翼のバトル輪舞曲（モーゼス）

2008年
- ナイトウィザード The VIDEO GAME 〜Denial of the World〜（柊蓮司）
- マナケミア2 〜おちた学園と錬金術士たち〜（ユン）

2009年
- タクトオブマジック
- 遊戯王5D's Wheelie Breakers（炎城ムクロ）

2011年
- 遊☆戯☆王5D's Duel Transer（炎城ムクロ）

### パチンコ・スロット
- CRバジリスク 甲賀忍法帖（2007年、夜叉丸）
- バジリスク 甲賀忍法帖（2009年、夜叉丸）
- バジリスク 甲賀忍法帖2（2012年、夜叉丸）
- バジリスク 甲賀忍法帖 絆（2014年、夜叉丸）
- ぱちんこ CRバジリスク 甲賀忍法帖（2014年、夜叉丸）
- バジリスク 甲賀忍法帖3（2016年、夜叉丸）
- CRバジリスク 〜甲賀忍法帖〜 弦之介の章（2018年、夜叉丸）
- CRバジリスク 〜甲賀忍法帖〜 天膳の章（2018年、夜叉丸）
- Pバジリスク 〜甲賀忍法帖〜2（2019年、夜叉丸）
- バジリスク 甲賀忍法帖 絆2（2020年、夜叉丸）
- Pバジリスク 〜甲賀忍法帖〜2 朧の章（2021年、夜叉丸）

### 吹き替え

#### 映画
- エルモと毛布の大冒険
- エンド・オブ・デイズ ※テレビ朝日版
- グッドナイト・ムーン
- クリムゾン・リバー（青年#1）
- ジュマンジ ※テレビ朝日版
- 世界中がアイ・ラヴ・ユー
- トラフィック（セス）
- PLANET OF THE APES/猿の惑星（バーン）※DVD・ビデオ版
- Born to be ワイルド（マーク〈デヴォン・サワ〉）
- ミスティック・リバー（レイ・ハリス）

#### テレビドラマ
- iCarly

#### アニメ
- エドエッドエディ（エッド / ダブルD）
- フィリックス・ザ・キャット（フィリックス）※DVD版
- ベビー・ルーニー・テューンズ（ベビー・シルベスター）
- 実りの森のなかまたち（ポワール）

### 特撮
- 百獣戦隊ガオレンジャー（2001年、モニターオルグの声）

### ラジオ
- ふぃあ通（2005年 - 2009年）
- 銀河鉄道情報局（2005年 - 2007年、『銀河鉄道物語』公式サイト内・音泉）

### CD
- 私立ジャスティス学園 アドベンチャードラマアルバム ねらわれた太陽学園 熱血探偵編（2000年、太陽学園委員長）
- 続・革命の日（2001年、豊実琴）
- 天正やおよろず（2003年 - 2004年、アルド） - 全2巻
- REMASTERED TRACKS ROCKMAN ZERO Telos（2005年、キュービット・フォクスター）
- ナイトウィザード
  - ファンブック パワー・オブ・ラブ ドラマCD「愚者の楽園」（柊蓮司）
  - ファンブック リーチ・フォー・ザ・スターズ ドラマCD「最果ての数式」（柊蓮司、桜間流）
  - ファンブック フライ・ミー・トゥ・ザ・ムーン ドラマCD「無常の月」（ゴルス）
  - ファンブック オペレーション・ケイオス ドラマCD「蘇りし友、来たり」（真行寺命）
  - ファンブック スターダスト・ティアーズ ドラマCD「新訳・星を継ぐ者〜篝〜」（柊蓮司）
- バジリスク〜甲賀忍法帖〜 音絵巻〜第一章〜（夜叉丸）
- バジリスク〜甲賀忍法帖〜 音絵巻〜第二章〜（夜叉丸）
- バジリスク〜甲賀忍法帖〜 音絵巻〜第三章〜（夜叉丸）
- バジリスク 甲賀忍法帖 〜たまゆら綴織〜（夜叉丸）

### BLCD
- 王子様のお勉強 ドラマCD ウワサの二人・予告編（2005年、赤羽宏）
- 禁断の甘い果実（2007年、和久井恵那、藤原智琉）

### TRPGのリプレイキャラクター
- アルシャードガイアリプレイ
  - 神薙ぐ御剣（アド＝水守）
- セブン＝フォートレスリプレイ
  - 黒き星の皇子（神条皇子）
- ナイトウィザードリプレイ
  - 紅き月の巫女（真行寺命）
  - 白き陽の御子（静・ヴァンスタイン）
  - 合わせ鏡の神子（羽戒時雨）
  - 最果てで君を待つ扉（桜間流）
  - ベル・ゲーム（滝野川正月） - 『ナイトウィザード The ANIMATION』DVD 初回生産限定版に付属するスペシャルブック『月刊　ナイトウィザードThe ANIMATION』に掲載
- アリアンロッドRPGリプレイ
  - アリアンロッド・サガ・リプレイ・アクロス（ユンガー）

### 同人誌
企画&制作ユニット「Happy Timer」名で、コミックマーケットにて同人誌+同人ドラマCDを頒布している。
- 電激少女（オリジナルドラマCD：原案・矢薙直樹、シナリオ・田中天）
- ナニカ、ナニカ2（アリアンロッドリプレイ）
- セカイ、月許伝（オリジナルTRPGリプレイ）
- イジノカテノカ（オリジナルドラマCD）